# تان تهینه
تان تهینه (به لاتین: Tân Thịnh) یک منطقهٔ مسکونی در ویتنام است که در استان باک گیانگ واقع شده‌است.